# Emmanuel (álbum de Anuel AA)
Emmanuel es el segundo álbum de estudio del cantante puertorriqueño Anuel AA. Publicado el 29 de mayo de 2020 bajo Real Hasta la Muerte y Sony Music Latin. El álbum doble cuenta con 21 canciones y con colaboraciones de Tego Calderón, Enrique Iglesias, Farruko, Bad Bunny, Zion, Mariah Angeliq, Kendo Kaponi, Yandel, Ñengo Flow, Lil Wayne, Travis Barker, Ozuna, Karol G, J Balvin y Daddy Yankee.
Incluye los sencillos China y Secreto, dos de los temas más exitosos del artista, y Rifles Rusos con el rapero Tego Calderón una canción muy esperada por el público, luego de que años atrás publicaran un preview en las redes sociales. Entre otras colaboraciones se destaca la inédita colaboración con Enrique Iglesias, en la canción Fútbol y rumba que forma parte del álbum.

## Lanzamiento y producción
Es el segundo álbum de estudio del cantante luego de salir de prisión, y el proyecto más grande de su carrera, según sus palabras. Anunció su lanzamiento en una publicación de Instagram, en la cual reveló la portada y la lista de canciones del disco. Este álbum cuenta con los ritmos de trap y también reguetón, además de relatar su niñez, sus malos pasos y su encarcelamiento previo.

## Recepción

### Crítica
Un artículo de la revista Billboard publicó una lista de las diez canciones esenciales del álbum, entre ellas se destacan las canciones solistas «No llores mujer», «Reggaetonera», «¿Los hombres no lloran?» y los featurings «Jangueo», «Hasta que Dios diga»; entre otras. La revista Rolling Stone también destacó el homenaje a Bob Marley en la canción «No llores mujer».
Fue incluido en la lista Best Albums of 2020 de Allmusic en la categoría Favorite Latin & Global Albums.

### Comercial
El álbum debutó en la posición 8 de la lista Billboard 200 en la semana del 16 de junio de 2020, con ventas equivalentes de 39 000 según Nielsen, de las cuales 3 000 fueron atribuidas a copias físicas. Fue el segundo álbum latino más vendido del año en Estados Unidos, con ventas de 411 000, detrás de YHLQMDLG de Bad Bunny.

## Lista de canciones
CD 1

| N.º | Título                                        | Productor(es), Compositor(es) | Duración |  |
| 1.  | «No Llores Mujer» (with Travis Barker)        | José Gazmey                   | 3:33     |  |
| 2.  | «Somo o No Somos»                             | Chris Jedi                    | 3:57     |  |
| 3.  | «Reggaetonera»                                | Chris Jedi                    | 3:36     |  |
| 4.  | «Jangueo» (with Tego Calderón)                | Chris Jedi                    | 3:51     |  |
| 5.  | «Hasta Que Dios Diga» (with Bad Bunny)        | Dímelo Ninow                  | 4:06     |  |
| 6.  | «Narcos»                                      | Kavy Kali                     | 4:20     |  |
| 7.  | «Fútbol & Rumba» (featuring Enrique Iglesias) | Ovy on the Drums              | 3:41     |  |
| 8.  | «Que Se Joda» (with Farruko and Zion)         | Alex Killer                   | 3:46     |  |
| 9.  | «Ferrari» (with Lil Wayne)                    | Maximum                       | 3:08     |  |
| 10. | «El Manual»                                   | Ovy on the Drums              | 3:30     |  |

| Disc 2 |                                                                       |                               |          |  |
| N.º    | Título                                                                | Productor(es), Compositor(es) | Duración |  |
| 11.    | «Antes y Después» (with Kendo Kaponi and Yandel featuring Ñengo Flow) | GloryGainz                    | 6:54     |  |
| 12.    | «¿Los Hombres No Lloran?»                                             | Brasa                         | 3:09     |  |
| 13.    | «Así Soy Yo» (with Bad Bunny)                                         | Dulce como Candy              | 3:46     |  |
| 14.    | «El Problema»                                                         | Chris Jedi                    | 3:28     |  |
| 15.    | «Bandido» (with Mariah Angeliq)                                       | Chris Jedi                    | 3:42     |  |
| 16.    | «Rifles Rusos» (with Tego Calderón)                                   | Yampi                         | 4:21     |  |
| 17.    | «Mi Vieja»                                                            | Chris Jedi                    | 3:55     |  |
| 18.    | «Nubes Negras»                                                        | Keityn                        | 4:28     |  |
| 19.    | «Tocándote»                                                           | Haze                          | 3:50     |  |
| 20.    | «Estrés Postraumático»                                                | Ovy on the Drums              | 4:17     |  |

| Disc 2 Bonus Tracks |                                                                      |                               |          |  |
| N.º                 | Título                                                               | Productore(s), Compositore(s) | Duración |  |
| 21.                 | «Secreto» (with Karol G)                                             | Prida                         | 4:18     |  |
| 22.                 | «China» (with Daddy Yankee and Karol G featuring Ozuna and J Balvin) | Tainy                         | 5:01     |  |

'Notas
- En la versión para CDs, "Antes y Después" y "Estrés Postraumático" fueron alternados.

## Posicionamiento en listas
| Listas (2020)                        | Mejor posición |
| ------------------------------------ | -------------- |
| Bélgica (Ultratop Wallonia)          | 194            |
| Canadá (Billboard)                   | 63             |
| España (PROMUSICAE)                  | 1              |
| Estados Unidos (Billboard 200)       | 8              |
| Estados Unidos (Top Latin Albums)    | 1              |
| Estados Unidos (Latin Rhythm Albums) | 1              |
| Finlandia (Suomen virallinen lista)  | 29             |
| Francia (SNEP)                       | 141            |
| Italia (FIMI)                        | 14             |
| Suiza (Schweizer Hitparade)          | 15             |

| Listas (2020)                     | Posición |
| --------------------------------- | -------- |
| Estados Unidos (Billboard 200)    | 152      |
| Estados Unidos (Top Latin Albums) | 3        |

## Certificaciones
| País           | Organismo certificador | Certificación      | Ventas certificadas | Ref    |
| -------------- | ---------------------- | ------------------ | ------------------- | ------ |
| España         | PROMUSICAE             | Platino            | 40 000              | [ 23 ] |
| Estados Unidos | RIAA                   | 6x Platino (Latin) | 360 000             | [ 24 ] |
| Italia         | FIMI                   | Oro                | 25 000              | [ 25 ] |
| México         | AMPROFON               | Platino            | 60 000              | [ 26 ] |